# نارین قلعه (نائین)

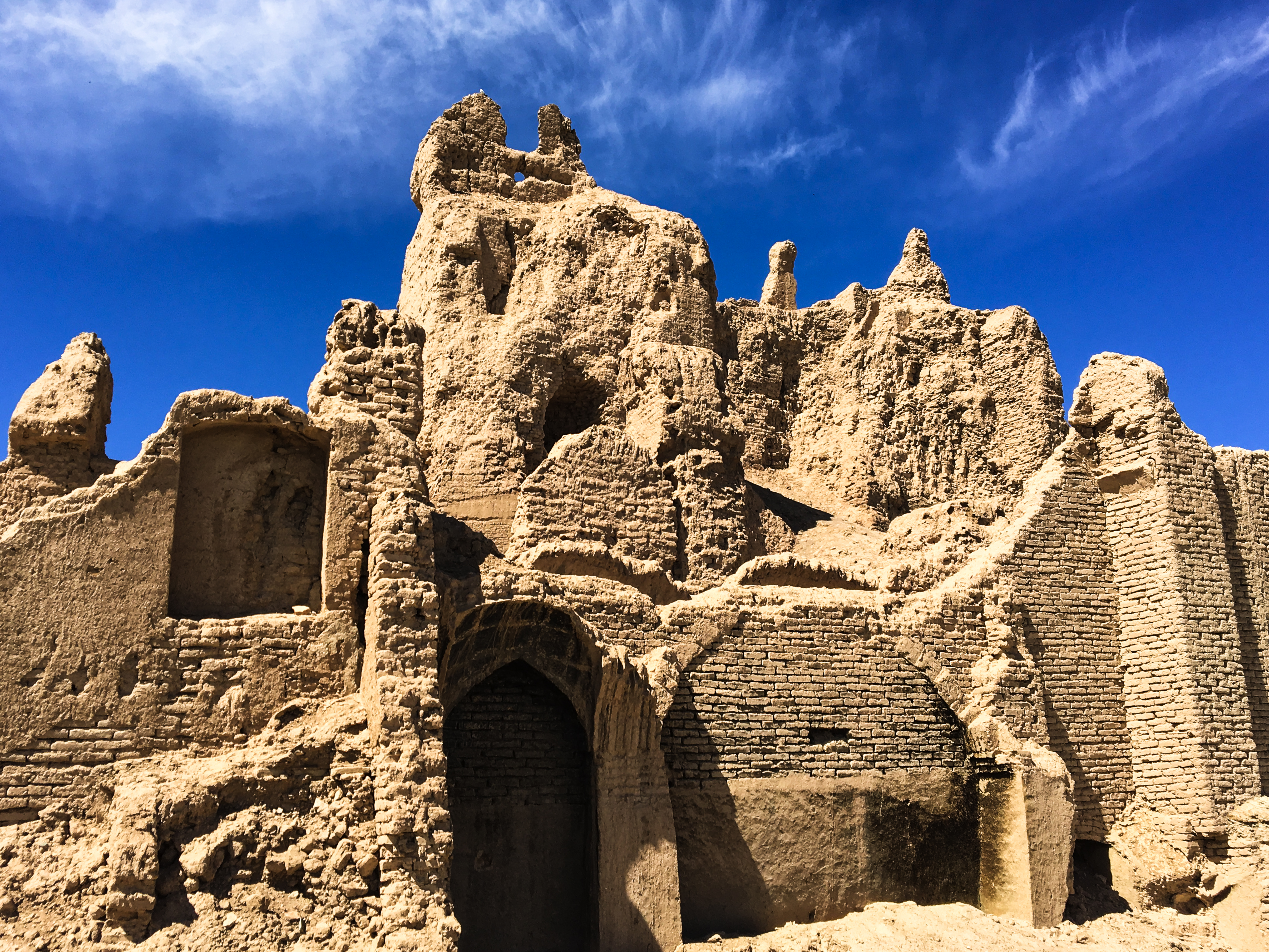
نمایی از باروی خشتی نارین قلعهٔ نائین

نارین قلعهٔ نائین یا نارنج قلعهٔ نائین، قلعه‌ای باستانی در شهر نائین، استان اصفهان است. این بنا درست در مرکز بافت تاریخی شهر نائین و در بین محله‌های قدیمی یعنی باب‌المسجد، کلوان، نوآباد واقع شده است و قدیمی‌ترین بنای شناخته شده در بافت تاریخی شهر نائین است.

## پیشینه
از مهم‌ترین و قدیمی‌ترین بناهای شهر، «نارین قلعه» یا «نارنج قلعه» بنا بر نوع مصالح و سبک بنا، می‌تواند مربوط به دوران پارتیان یا دوران ساسانیان باشد و احتمالاً آتشگاه بوده است. که از آن به عنوان دژ یا کهن دژ شهر استفاده می‌شده است. به ویژه آن که این بنا درست درمیان بافت تاریخی نائین قرار گرفته است. دربارهٔ کارکرد قلعه اطلاع صحیحی در دست نیست. اما گمان می‌رود این قلعه، همراه با فضای اطراف، مرکز اداری و نظامی شهر بوده‌باشد. متأسفانه امروزه از این بنا چیزی جز چند دیوار خشتی و بقایای یک قلعه عظیم باقی نمانده است.
دور تا دور قلعه در قدیم خندقی احاطه نموده بودند که از پایین‌ترین قسمت خندق تا بالاترین قسمت بنا در قدیم ۵۰ متر ارتفاع داشته است و بنای مذکور به صورت چند ضلعی بوده که چندین برج در گوشه اضلاع آن قرار داشت.
جنگ امیر مبارزالدین محمد آل مظفر و ملک اشرف چوپانی در این قلعه روی داد.

## در منابع کهن
مدارک و منافع متعدد به شهرهایی اشاره می‌کنند که قلعه‌هایی مانند نارنج قلعه داشته‌اند.
اصطخری در کتاب خود از وجود ۵۰۰۰ قلعه در شهرها و کوه‌های پارس خبر داده است، و در کتاب خود به آتشکده‌ای اشاره می‌کند که در بالای این قلعه وجود داشته است. با توجه به این مطلب احتمال اینکه این قلعه در قبل از اسلام محل نگهداری آتش بوده است وجود دارد.
علاوه بر اصطخری نیز، حمدالله مستوفی در سال ۷۴۰ ه‍.ق دور این قلعه را ۴۰۰۰ گام ذکر کرده، و بنا برگفته معاونت معرفی و آموزش اداره کل میراث فرهنگی استان اصفهان، مقدسی هم در قرن سوم از این بنا بعنوان یک اثر قبل از اسلام نام برده است.
بنای تاریخی نارین قلعه به شماره ۴۱۷۷ مورخ ۶۵/۸/۴ در فهرست آثار ملی ایران ثبت گشته است.

## نگارخانه

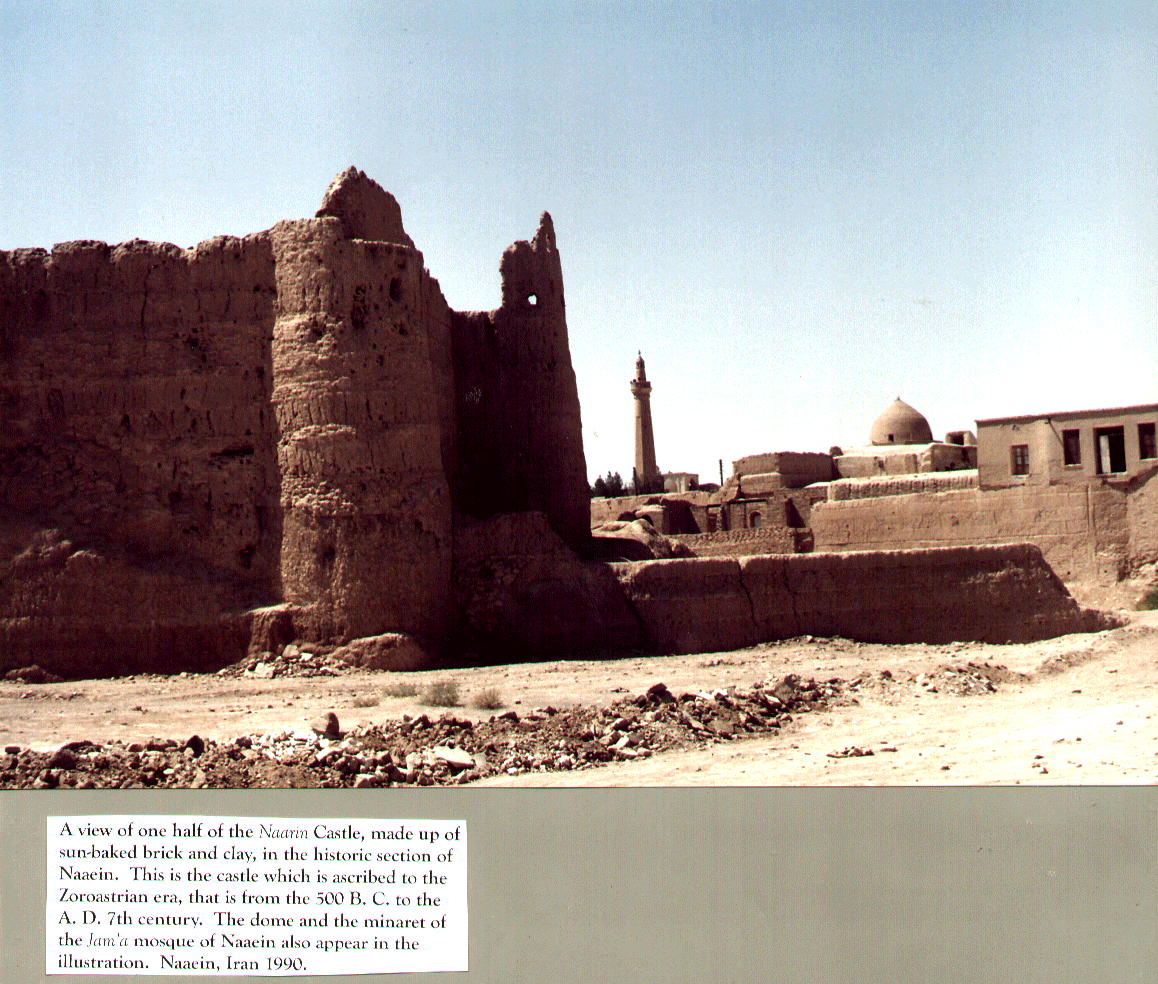
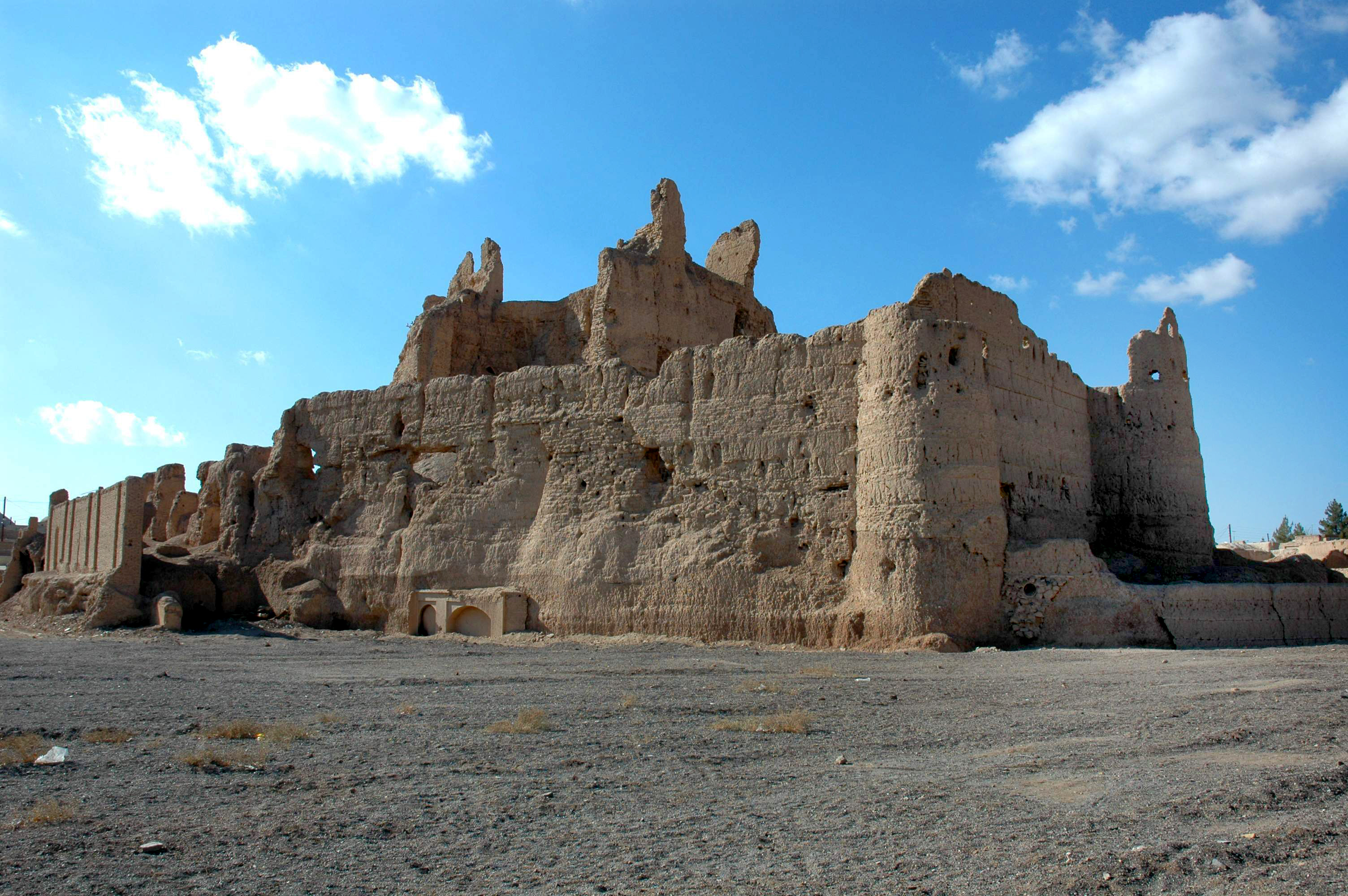
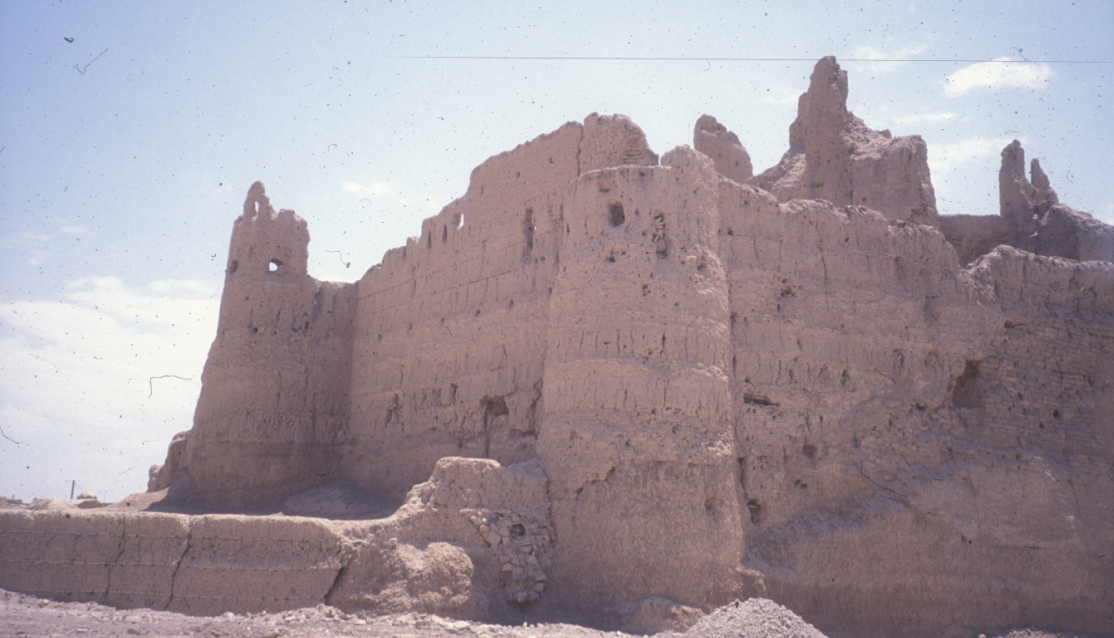
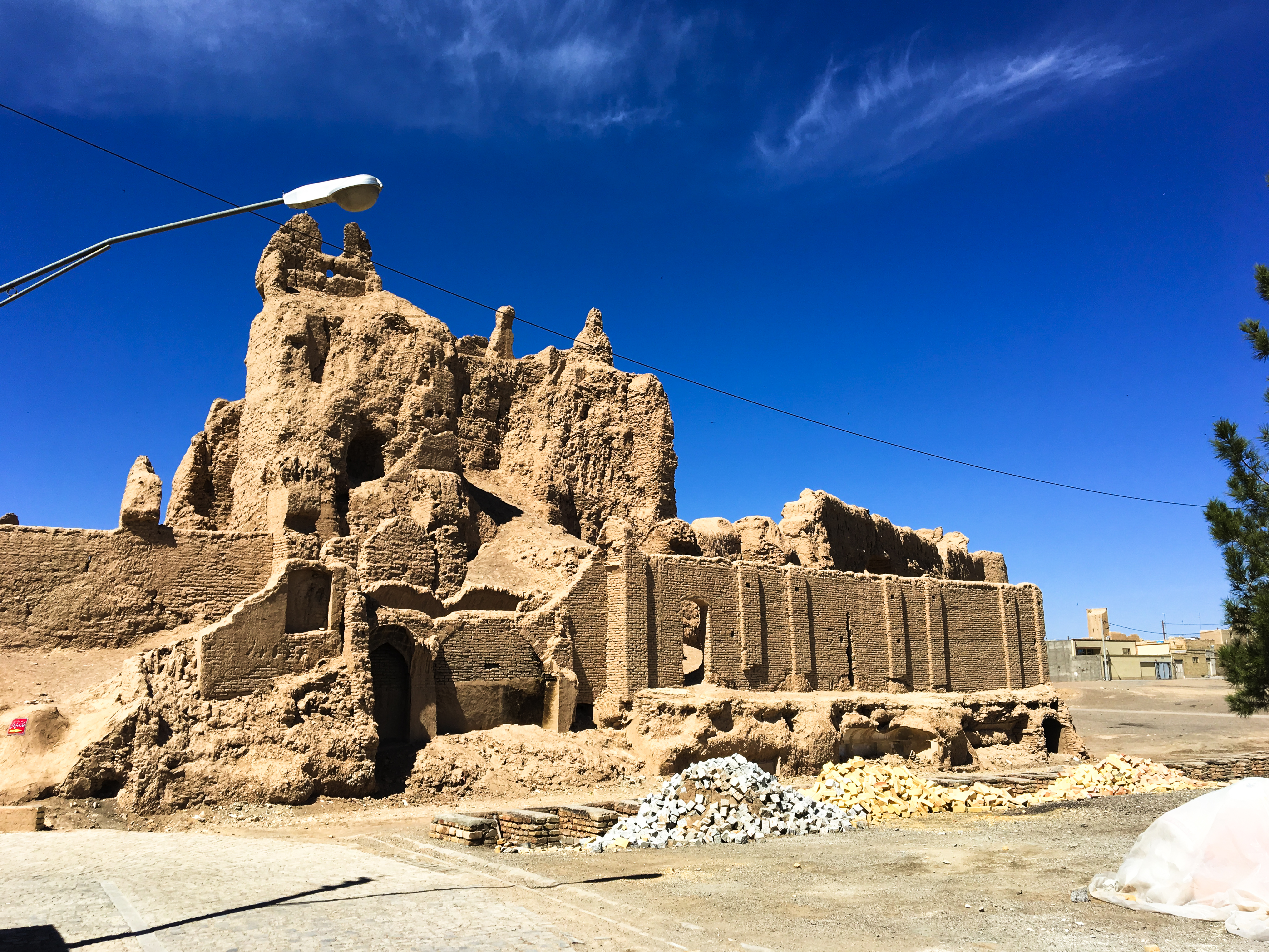
نارین قلعه (نائین)
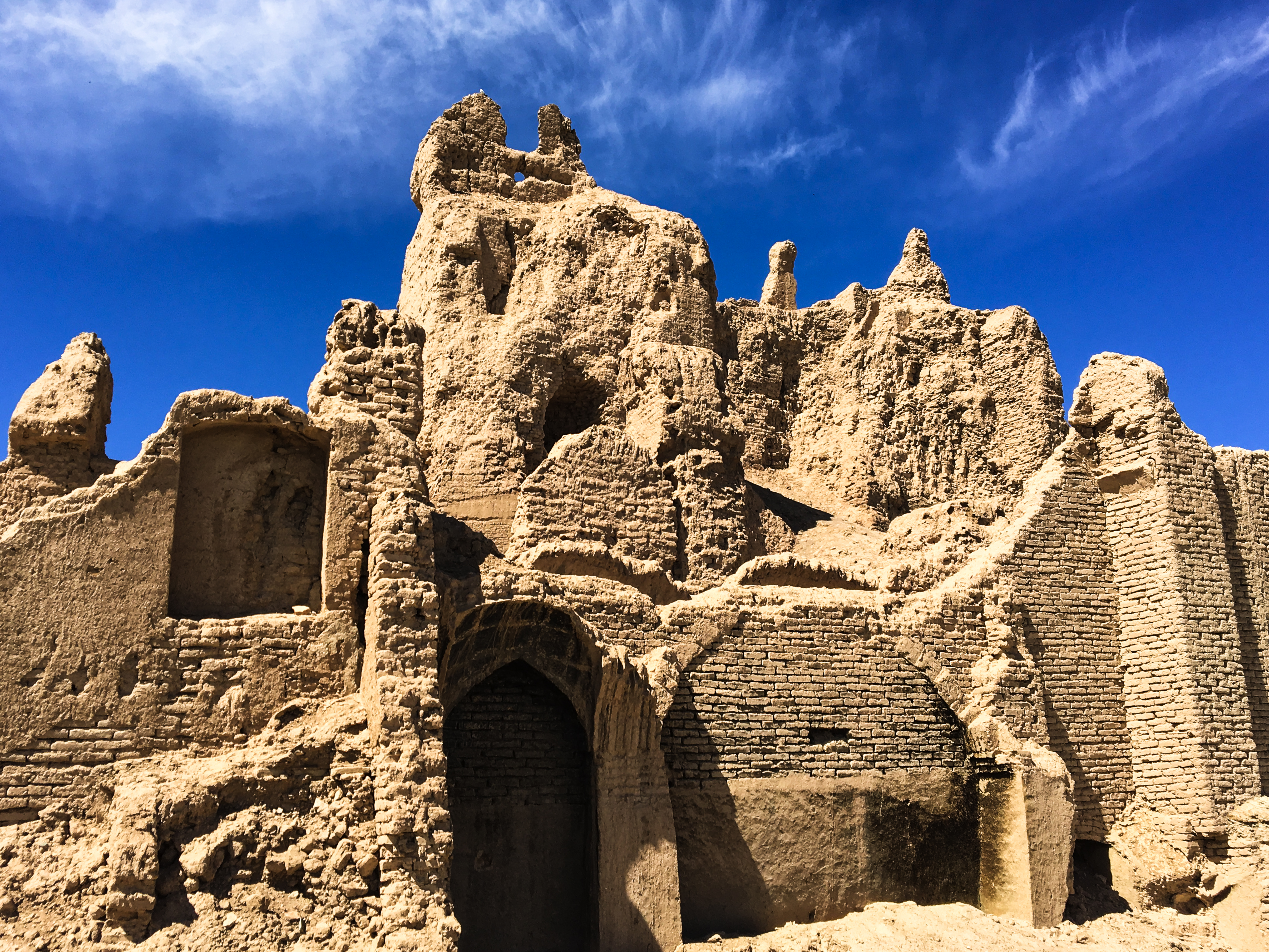
نارین قلعه (نائین)
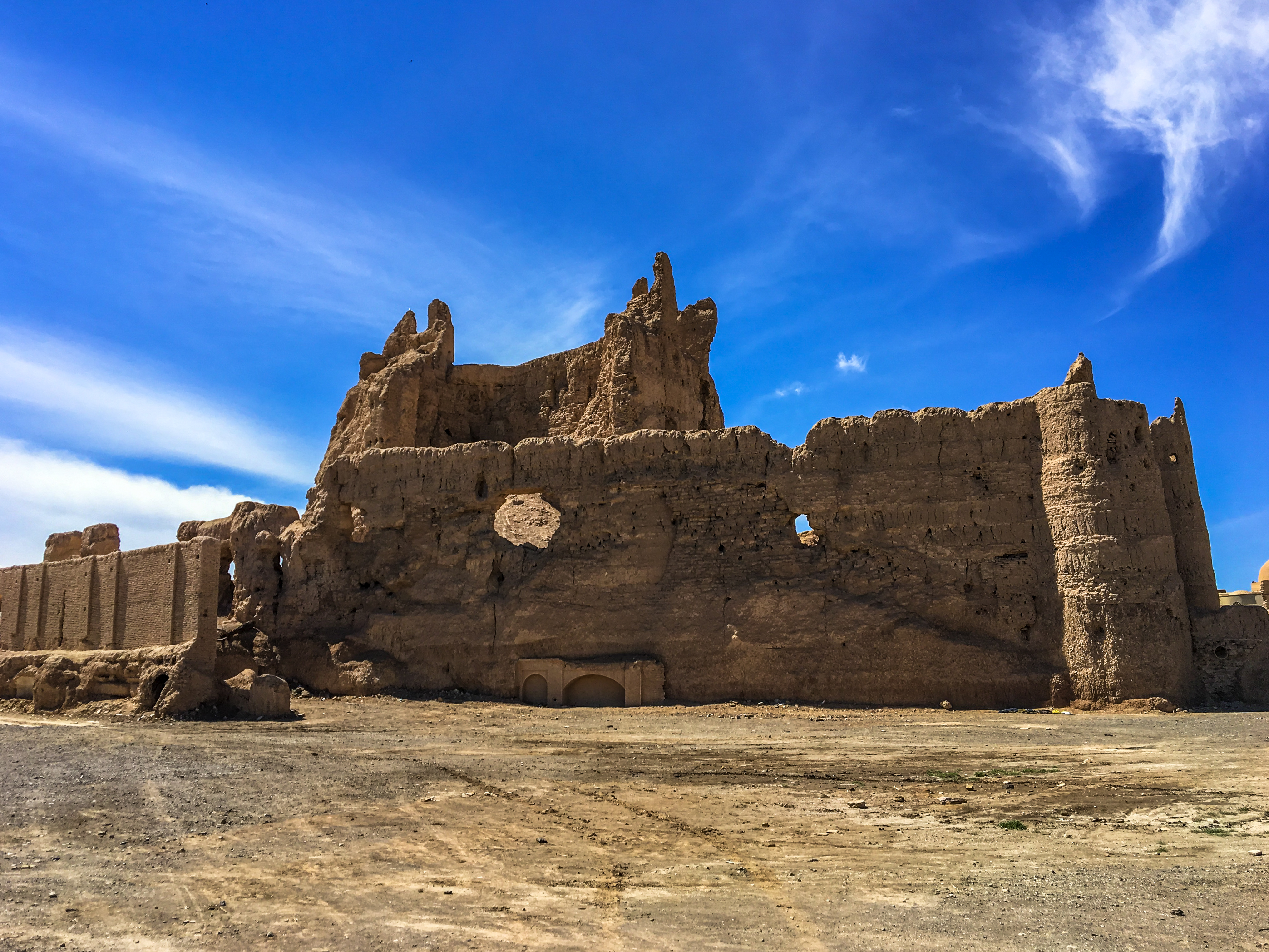
نارین قلعه (نائین)